# Juriwka (hromada Hatne)
Juriwka (ukr. Юрівка) – wieś na Ukrainie, w obwodzie kijowskim, w rejonie fastowskim, w hromadzie Hatne. W 2001 liczyła 922 mieszkańców, spośród których 901 wskazało jako ojczysty język ukraiński, 10 rosyjski, a 1 mołdawski.